# Vaccinium yatabei
Vaccinium yatabei är en ljungväxtart som beskrevs av Tomitaro Makino. Vaccinium yatabei ingår i Blåbärssläktet, och familjen ljungväxter. Inga underarter finns listade i Catalogue of Life.

## Bildgalleri

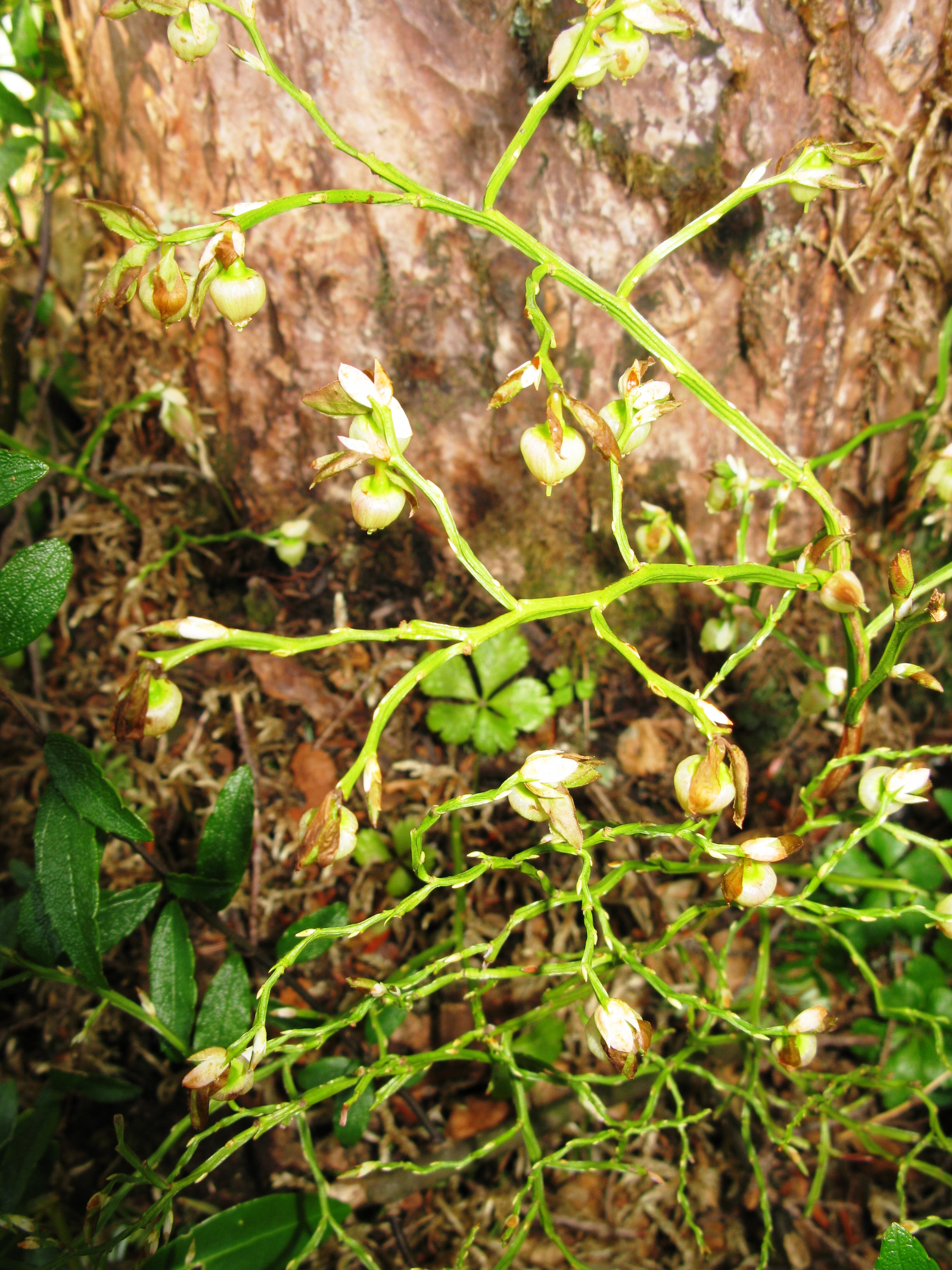
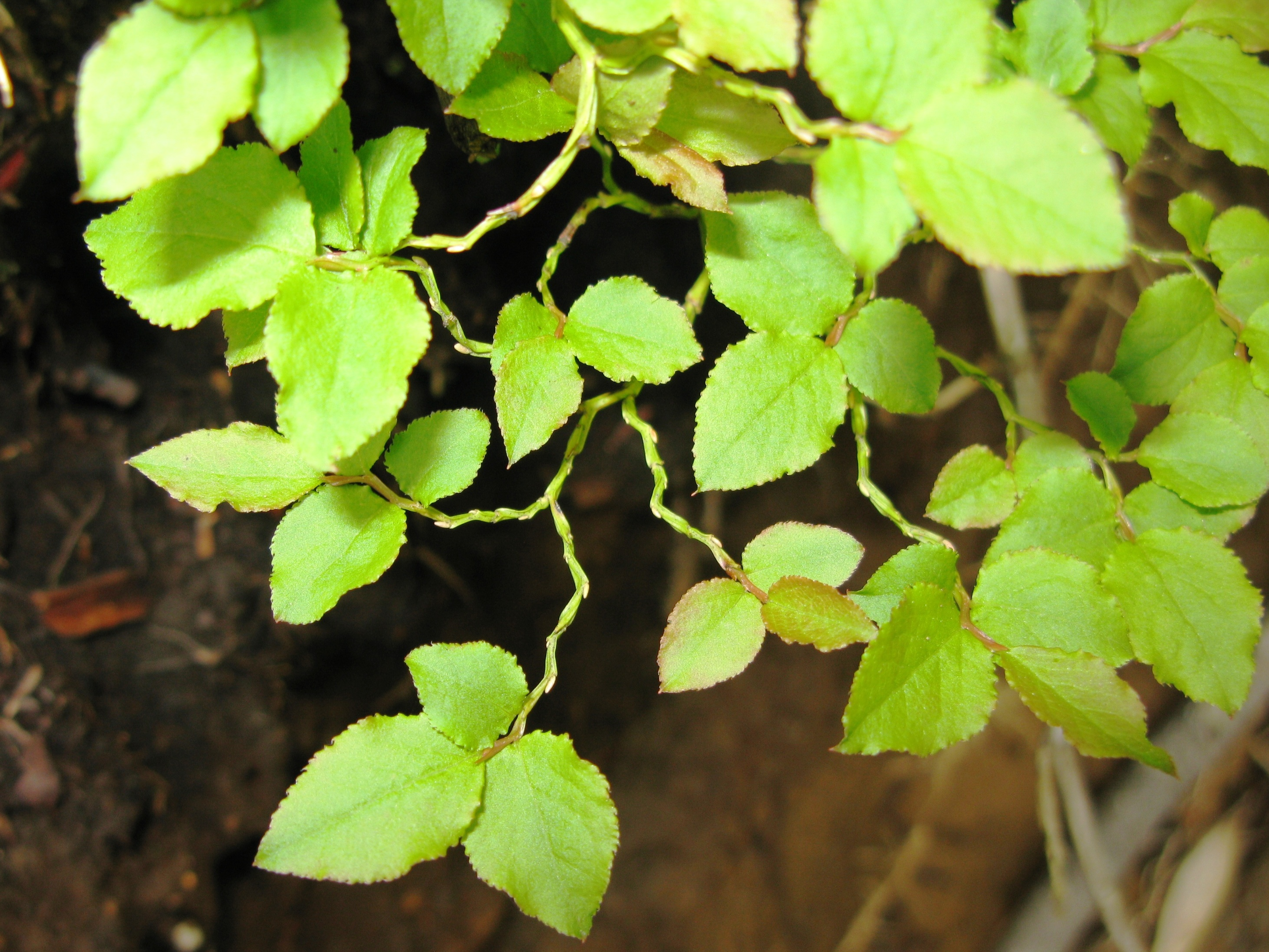
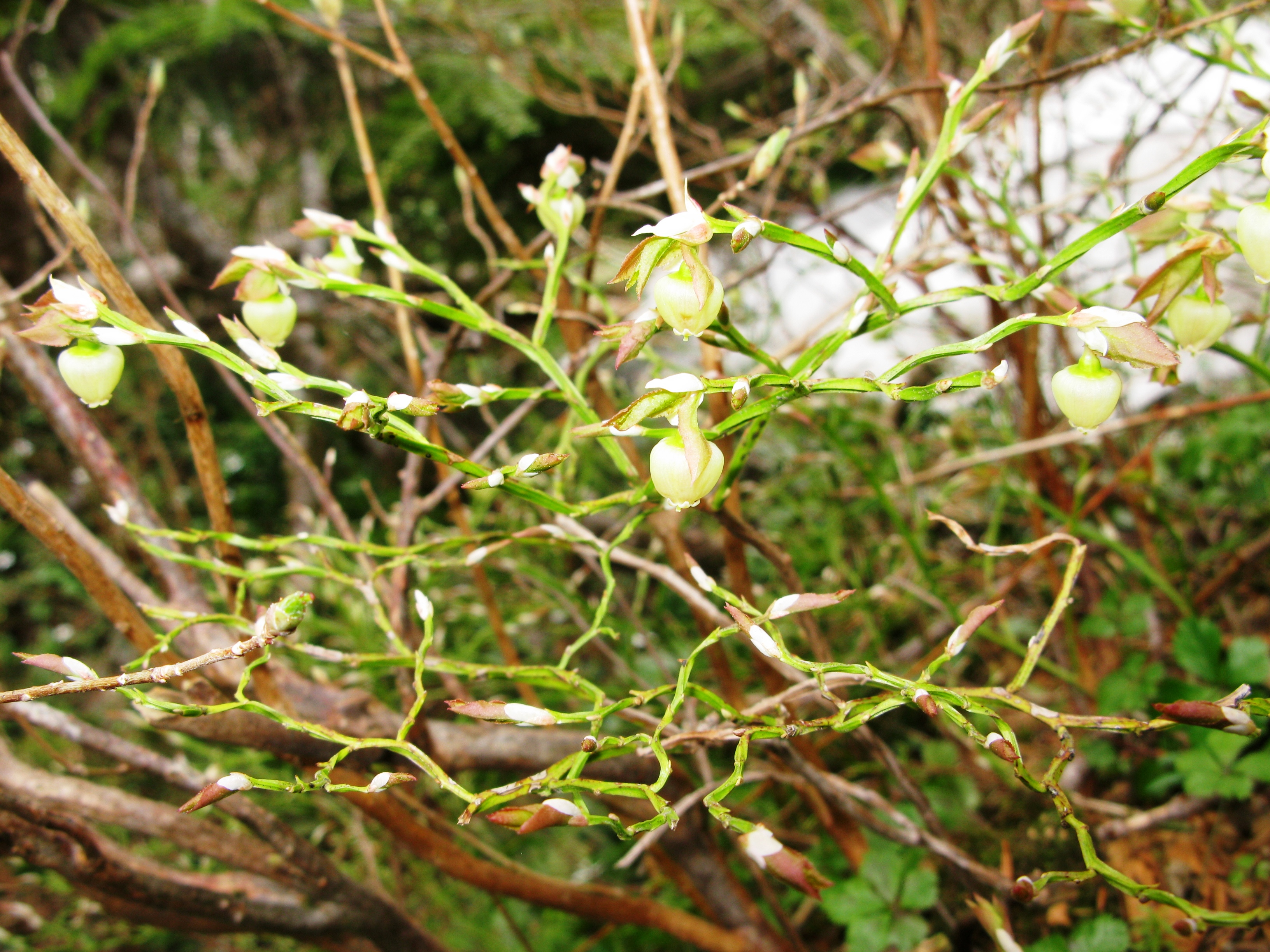
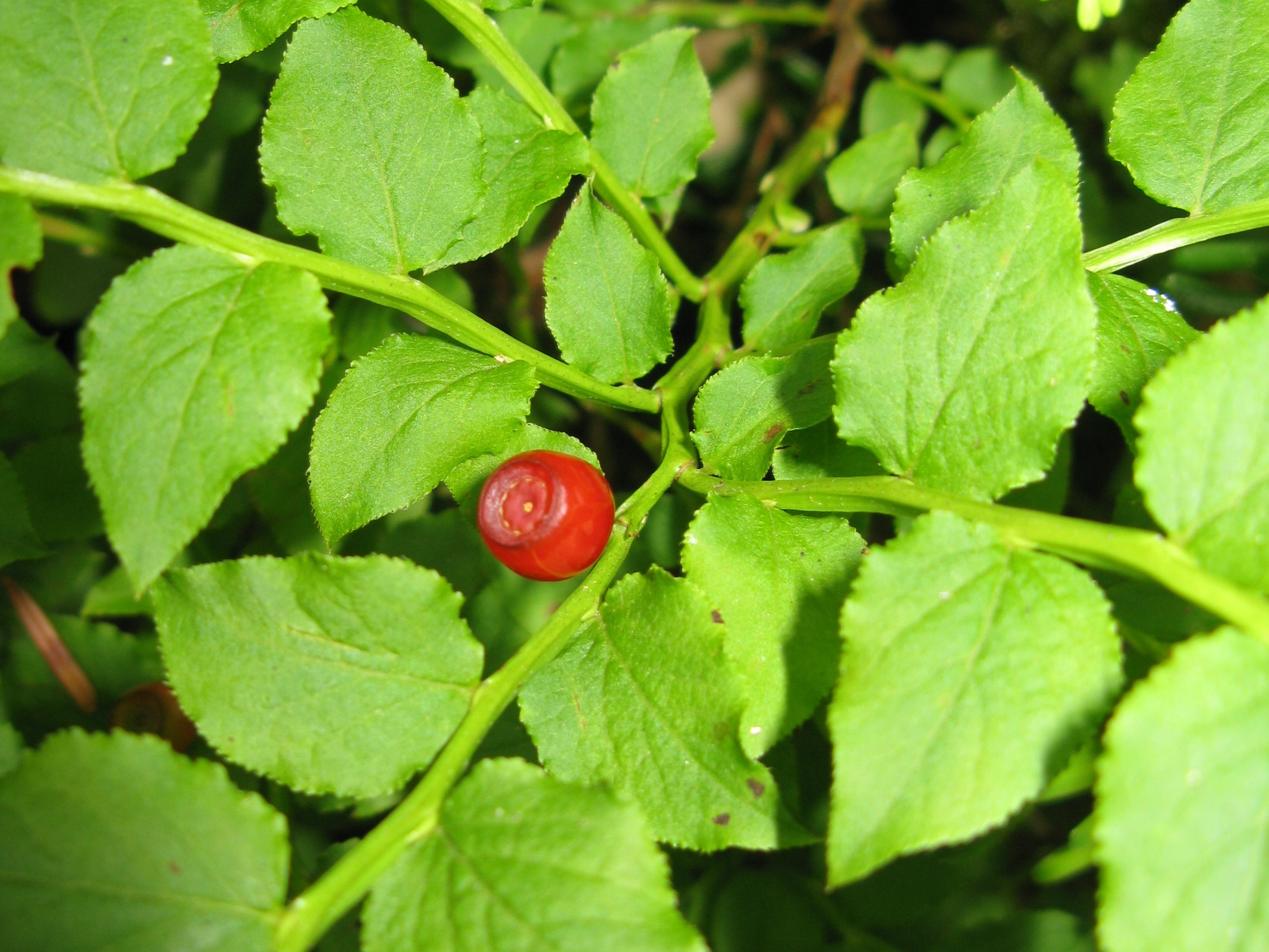